# Kodzsoszon
Kodzsoszon vagy Ó-Csoszon (hangul: 고조선, handzsa: 古朝鮮, RR: Gojoseon) a legenda szerint az első koreai királyság volt, melyet Tangun hozott létre feltehetően i. e. 2333-ban, erre azonban semmilyen írásos bizonyíték nem létezik. Kodzsoszon valahol Mandzsúria, a mai kínai Liaoning tartomány területén létezhetett, később a fővárost egy Aszadal nevű városba helyezte át Tangun, és egyes történészek úgy vélik, valahol Phenjan környékén lehetett a település.
A koreaiak Tanguntól számítják a koreai nemzet létezését, még a naptáruk is Tangun születését vette 1. évnek. Minden év október 3-án ünneplik a koreai nemzet tanguni alapítását.

## Története
Tangun születésének legendáját több dokumentumban is lejegyezték a Korjo-korban. E szerint egy medve és egy tigris azért imádkoztak az égi lényhez, hogy emberré válhassanak. Hvanung (환웅), az égi király leszármazottja egy csokor ürmöt és húsz gerezd fokhagymát adott nekik és arra kérte őket, várjanak türelmesen 100 napig egy barlangban. A tigris nem tudta betartani és állat maradt, a medve azonban sikeresen nővé változott. Magányos volt viszont, és egy szantálfa alatt imádkozott Hvanunghoz gyermekért. Hvanung feleségül vette a medve-nőt és hamarosan megszületett Tangun, akinek neve azt jelenti, „szantálfa-úr”.
A régészeti feltárások tanúsága szerint valamikor az i. e. 2000-es években Kínából új kerámia kultúra jelent meg a Koreai-félszigeten. Ez a nép már jobbára földműveléssel foglalkozott és feltehetően törzsi szervezetben élt.
I. e. 1120 környékén Csi-ce, koreaiul Kidzsa vette át a hatalmat Kodzsoszonban és saját dinasztiát alapított. Csi-ce valós személy volt a kínai történelemben – a csouk által megbuktatott Sang-dinasztia uralkodójának egyik rokona –, azonban azt, hogy koreai állam királya lett volna, nem lehet bizonyítani, így továbbra is legendaként tekintenek Kodzsoszon létezésének ezen korszakára. Az állam létezéséről bizonyosat csak az i. e. 5. századtól tudni. Kidzsa legendája valószínűleg a konfucianista koreaiak számára kényelmes megoldás volt. Kodzsoszon növekedésének és erősödésének egyik szignifikáns jele volt, hogy a kínai források „királyként” utaltak a kodzsoszoni uralkodóra az i. e. 4. századtól kezdve.
I. e. 195-ben egy Üman nevű férfi, aki feltehetően a kínai Jen államból menekült Kodzsoszonba, katonai vezetői rangra emelkedett, majd végül i. e. 194-ben menekülésre kényszerítette Csun királyt és maga lett az állam uralkodója, amit innentől Üman Csoszonnak neveznek. Üman alatt Kodzsoszon területeket szerzett, népessége akár a 2,7 millió főt is elérhette. Agresszív terjeszkedése kapcsán Kodzsoszon veszélyt jelentett a Han-dinasztiára, és végül i. e. 108-ban Han Vu-ti kínai császár uralma alá hajtotta az államot.

## Uralkodói

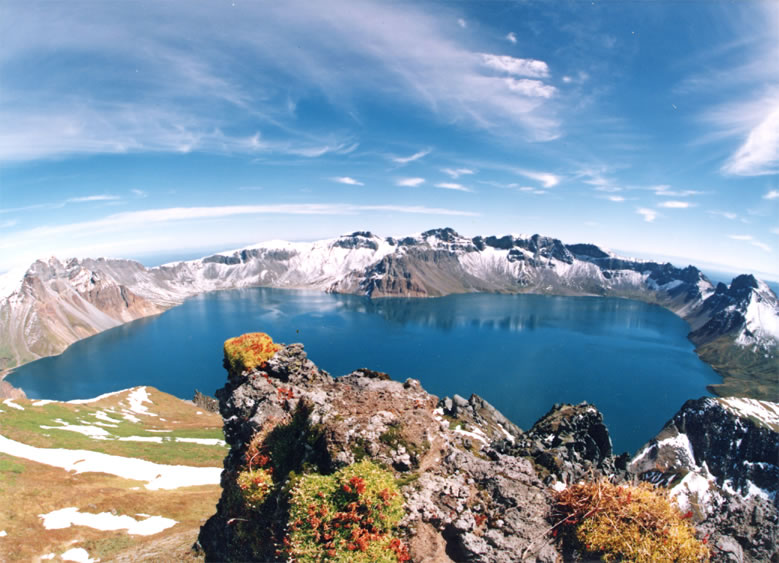
A Mennyei-tó (천지, Cshondzsi; 天池, Tien-cse (Tiānchí)), ahol a legenda szerint Tangun apja leereszkedett a mennyekből. A tó Kína és Észak-Korea határán fekszik.

| #                    | Uralkodó | Uralkodási évek           | Hangul                  | Handzsa  | Megjegyzés       |
| -------------------- | -------- | ------------------------- | ----------------------- | -------- | ---------------- |
| 1.                   | Tangun   | i. e. 2333? – ?           | 단군왕검 Tangun vanggom | 檀君王儉 | vitatott személy |
| ?                    | Kidzsa   | i. e. 1122? – i. e. 1082? | 기자                    | 箕子     | vitatott személy |
| ?                    | Pu       | i. e. ? – ?               | 부왕 Pu vang            | 否王     |                  |
| ?                    | Csun     | i. e. ? – i. e. 194       | 준왕 Csun vang          | 準王     |                  |
| Üman Csoszon-korszak |          |                           |                         |          |                  |
| 1.                   | Üman     | i. e. 194 – ?             | 위만                    | 衛滿     |                  |
| 2.                   | ?        | i. e. ? – ?               |                         |          | Üman fia         |
| 3.                   | Ugo      | i. e. ? – 108             | 우거왕 Ugo vang         | 右渠王   |                  |
| Források:            |          |                           |                         |          |                  |